# Armand Cloutier
Pour l’article homonyme, voir Cloutier.
Armand Cloutier (31 décembre 1901-14 février 1982) est un comptable et homme politique fédéral du Québec.

## Biographie
Né à Manchester dans le New Hampshire, États-Unis, M. Cloutier étudia au Collège commercial de Victoriaville et à la défunte Université La Salle de Chicago et à l'Institut Alexander Hamilton de New York.
Élu député du Parti libéral du Canada dans la circonscription fédérale de Drummond—Arthabaska en 1940, il fut réélu en 1945, 1949 et en 1953. Il fut défait par le Libéral indépendant Samuel Boulanger en 1957.